# Live at Long Beach City College
Albums de Joe Pass
Speak Love
(1983) Whitestone
(1985)
Live at Long Beach City College est un album live de Joe Pass enregistré en 1984 et paru sur le label Pablo. Le guitariste interprète neuf morceaux sans accompagnement. 
Une réédition en CD paraît en 1998 sous le titre Blues Dues (Live at Long Beach City College).

## Enregistrements
Le guitariste interprète en solo neuf morceaux, enregistrés en public le 20 janvier 1984 au Long Beach City College situé à Long Beach en Californie. Une version remastérisée par Joe Tarantino paraît en 1998 pour Fantasy Studios avec le titre Blues Dues.
| Musicien | Instrument           |  | Équipe technique |              |
| -------- | -------------------- |  | ---------------- | ------------ |
| Joe Pass | guitare, liner notes |  | Norman Granz     | producteur   |
|          |                      |  | Linda Kalin      | design       |
|          |                      |  | Phil Stern       | photographie |

## Titres
L'album propose sept standards et deux compositions de Joe Pass.
| N°     | Titre                                       | Compositeur                                       | Durée |
| ------ | ------------------------------------------- | ------------------------------------------------- | ----- |
| Face 1 |                                             |                                                   |       |
| 1.     | Wave                                        | Antônio Carlos Jobim                              | 5:31  |
| 2.     | Blues in 'G'                                | Joe Pass                                          | 6:52  |
| 3.     | All the Things You Are                      | Jerome Kern, Oscar Hammerstein II                 | 5:30  |
| 4.     | 'Round Midnight                             | Cootie Williams, Thelonious Monk, Bernie Hanighen | 6:17  |
| Face 2 |                                             |                                                   |       |
| 5.     | Here's That Rainy Day                       | Johnny Burke, Jimmy Van Heusen                    | 4:50  |
| 6.     | Duke Ellington's Sophisticated Lady Melange | Duke Ellington                                    | 6:30  |
| 7.     | Blues Dues                                  | Joe Pass                                          | 5:05  |
| 8.     | Bluesette                                   | Norman Gimbel, Toots Thielemans                   | 3:37  |
| 9.     | Honeysuckle Rose                            | Andy Razaf, Fats Waller                           | 5:40  |

## Réception
L'auteur et critique Scott Yanow reconnait une certaine fraîcheur sur l'interprétation des morceaux et remarque en particulier la version originale du dernier titre Honeysuckle Rose.